# Oakton
Oakton è un census-designated place degli Stati Uniti d'America, nello stato della Virginia, nella Contea di Fairfax. Nel 2010 contava 34.166 abitanti. Fa parte dell'Area Metropolitana di Washington e la sua economia è particolarmente influenzata da quest'ultima.